# Мечхери
Мечхери (груз. მეჩხერი) — село в Грузии, на территории Цхалтубского муниципалитета края (мхаре) Имеретия.

## География
Село находится в западной части Грузии, к востоку от реки Риони, на расстоянии 35 километров к северо-востоку от города Цхалтубо, административного центра муниципалитета. Абсолютная высота — 469 метров над уровнем моря.

## Население
По результатам официальной переписи населения 2014 года, в Мечхери проживал 81 человек (48 мужчин и 33 женщины). В национальной структуре населения грузины составляли 100 %.
| Год  | Население, человек |
| ---- | ------------------ |
| 2002 | 109                |
| 2014 | ↘ 81               |